# Furina diadema

Furina diadema är en ormart som beskrevs av den tyske zoologen Hermann Schlegel 1837. Furina diadema ingår i släktet Furina, och familjen giftsnokar och underfamiljen havsormar. Inga underarter finns listade.

## Utbredning
Furina diadema har sin utbredning i östra halvan av den australiska kontinenten, i delstaterna New South Wales, Queensland, South Australia och Victoria.